# Geoscanner
Ein Geoscanner misst die Vertikal-Intensität des Erdmagnetfeldes und ermöglicht die akustische Ortung geogener Standortfaktoren. D. h., die Abtastvorrichtung sendet unterschiedliche Frequenzen in die Erdschicht, mit deren Hilfe Bodenveränderungen oder Fremdkörper im Untergrund sichtbar gemacht werden können. Die verschiedenen Geoscanner-Hersteller haben sich auf denselben Normierungsstandard geeinigt, sodass anfallende Abtastdaten über geeignete Schnittstellen problemlos mobil abgegriffen und weiterverarbeitet werden können.

## Anwendungsspektrum

### Bergbau
- Ressourcenschonung und effektive Nutzung natürlicher Energievorräte
- Reduzierung des Energiebedarfs der Teilprozesse
- Vermeidung von Fremdbeimischungen bei der Gewinnung von Rohstoffen
- Optimierung bei Rekultivierungen
- Reduzierung des Verschleißes von Betriebsmitteln

### Bauwesen
- Steigerung der Effizienz in der Gründung
- Material- und Verschleißminderung
- Einhaltung geplanter Gründungstiefen
- Exakte Baugrundinformationen

Als spektakuläres Beispiel für die Anwendung mag die Wiederauffindung des zur Reichskanzlei gehörenden Führerbunkers dienen. 